# Reunión (cuento de Cortázar)
Reunión es un cuento del escritor argentino Julio Cortázar, incluido en la colección Todos los fuegos el fuego, publicado en 1966.

## Sinopsis
Un grupo de guerrilleros desembarca en una isla de Cuba. Su jefe les ha precedido y deben encontrarlo en un lugar determinado. En el cuento se narran las aventuras que sufre el grupo desde que al acercarse a la isla, comienzan a hostigarlos los aviones enemigos: el desembarco entre pantanos, el avance lleno de dificultades hacia el lugar convenido, hasta que se encuentran con el jefe, Luis. Toda la preocupación de los guerrilleros es llegar a él, necesitan imperiosamente del jefe. Luis es un hombre enfermo, que tiene defectos: pero es el que tiene la idea fundamental y la energía para llevarla a la práctica: sabe lo que quiere. En él han depositado su confianza y esperan que él les llevará al triunfo. En cierta manera, el relato es la deificación del jefe. El narrador, uno de los guerrilleros, que tendrá que ser el jefe si matan a Luis.